# 四式中戰車
四式中戰車 Chi-To是日本在第二次世界大戰末期研發的中型坦克，這是全新設計和以坦克大決戰為主的新式坦克。

## 研發簡史
日軍坦克由八九式中戰車開始至九七式中戰車都是以為步兵作火力支援為主的坦克，但此種坦克火力和裝甲皆不強，也不適合作坦克決戰之用，而在太平洋戰爭當中日軍坦克不單不是美軍M4雪曼的對手，甚至連M3斯圖亞特輕型坦克都可以将日军打得很惨，故由1942年開始陸軍技術本部第六技術研究所奉命研發新式坦克，同年9月交由三菱重工完成第一輛樣車，此車使用長炮管的57毫米口徑炮但此炮後來證實穿甲威力仍欠佳（一千米处60毫米），故改為使用75毫米口徑五式坦克炮，此炮仿製中國戰場上擄獲自國軍的瑞典波佛斯75毫米口徑M1929高射炮，由此炮發射的穿甲彈穿透力据陸上自衛隊幹部学校戰史教官室的二战时近卫第3师团資料表明是一千米100毫米。
值得特別一提的是，在四式中戰車之前，其他日產戰車都是以支援步兵為主要用途來開發。直到本車才第一次考慮到坦克對決。只不過，在設計要求上，僅僅以「比敵軍(美軍)的主戰車(M4雪曼)還強」為標準，而沒有考慮到大規模戰鬥的狀況。

其實四式中戰車(Chi-To)計畫開始的時間是比三式中戰車還早。四式比三式早，是因為三式中戰車本來就是為了緩四式之急需但未能成，才後出現的過渡車型--------四式中戰車的開發延遲後，為了先行填補武器/火力缺口，才緊急開發三式中戰車的。三式中戰車的設計時長之所以能後起超前，因其是以一式中戰車的車體為基礎、搭載新式砲塔而製造出來，不同於四式中戰車，無需全新開發、只需略為改裝。而在本車開發的同時，五式中戰車(Chi-Ri)的開發也在進行中，但是本車由於資源不足導致生產延後，五式中戰車則因為主砲的狀況不佳，一直無法解決，到最後兩車都無法量產。所以三式中戰車就變成日本陸軍最後生產的中戰車。

## 基本資料
- 乘員：5人(車長，炮手，裝填手，前方機槍手，駕駛)
- 全長：5.73米
- 車闊：2.33米
- 車高：2.61米
- 空重：18.8噸
- 最重：30噸
- 最高速度：45公里/小時
- 行程：250公里
- 發動機：三菱重工製風冷式柴油發動機(412匹馬力)
- 武裝：75毫米口徑五式坦克炮一門+7.7毫米口徑九七式機槍2支

## 結果

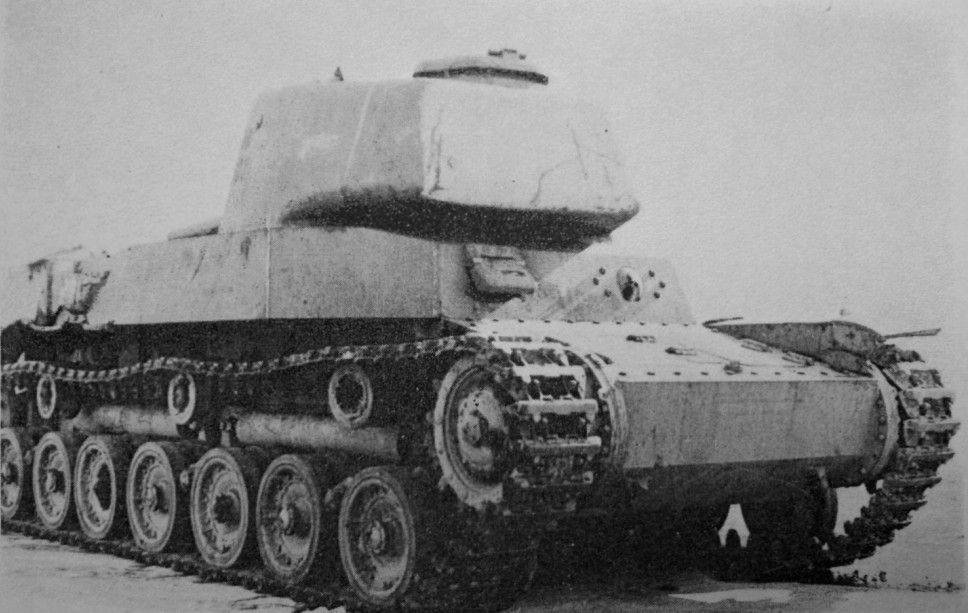

四式中戰車只完成了兩輛而且在二戰當中並無參戰的機會，一台在二戰後被美國接收，被誤當成五式中戰車送往阿伯丁試驗場之後下落不明。另一台傳說跟著九七式中戰車和通用載具一起沉入了豬鼻湖。
2012年，以模型製造商Fine Molds為首募集了經費在濱名湖進行了水下搜索，到目前為止還未發現任何和戰車有關的物品。

## 流行文化
- 《戰爭雷霆》
- 《應徵入伍》

## 研發國家
- 大日本帝國

## 脚注
1. ↑  白井明雄 《日本陸軍「戦訓」の研究》 94頁、107頁

- 日本陸軍四式中戰車（页面存档备份，存于）